# Día de la Independencia de Pakistán
El Día de la Independencia de Pakistán (en urdu, یوم آزادی; Yaum-e Āzādī), celebrado cada 14 de agosto, es una fiesta nacional que conmemora el día que Pakistán logró la independencia y se declaró como nación soberana, después del fin del Raj británico, en 1947. 

## Historia y ceremonia principal
El movimiento de Pakistán, liderado por la Liga Musulmana, que era dirigida por Muhammad Ali Jinnah, tenía como objetivo la creación de un estado musulmán independiente a la región noroeste del Asia del Sur. La independencia se materializó con la Ley de independencia de la India de 1947, en la cual la India británica se dividió en dos nuevos países —la Unión de la India (más tarde, la República de la India) y el Dominio de Pakistán (posteriormente, República Islámica de Pakistán), que incluía Pakistán Occidental (actual Pakistán) y Pakistán Oriental (actual Bangladés).
En el calendario musulmán, el día de la independencia coincide con la Noche del Destino, la vigilia del día considerado sagrado por los musulmanes. La ceremonia principal se lleva a cabo en la capital Islamabad, donde se iza la bandera nacional en el edificio presidencial y en el Parlamento y, entonces, suena el himno y los líderes políticos pronuncian sus discursos televisados. Los acontecimientos festivos habituales este día son ceremonias donde se iza la bandera, desfiles, actas culturales, y el canto de canciones patrióticas. También se entregan premios y los ciudadanos suelen izar la bandera a sus hogares o en un lugar destacado de sus vehículos y vestidos.